# Нюролька
Нюро́лька — річка в Росії, права притока Васюгана (басейн Обі), тече у Томській області.
Нюролька бере початок у Васюганських болотах на південному заході Томської області, на кордоні між Каргасокським і Парабельським районами. Від витіку тече по Васюганській рівнині на північ, приймає до себе води численних правих приток, після чого повертає на захід і невдовзі зливається з Васюганом.
Довжина річки 339 км, площа басейну 8 110 км². Середньорічний стік, виміряний за 11 км від гирла, становить 60 м³/c. Живлення мішане з переважанням снігового. Замерзає наприкінці жовтня — початку листопада, скресає у наприкінці квітня — у 1-й половині травня. Повінь з травня по червень.
Переважна більшість приток впадає у Нюрольку зліва; найбільші з них — Єлле-Кагал і Тухсігат.
Річка судноплавна на 60 км від гирла (до села Мильджино) .
Населенні пункти на річці: Мильджино, Волчиха.